# Episodi di Distretto di Polizia (quarta stagione)
La quarta stagione della serie televisiva italiana Distretto di Polizia, formata da 24 episodi, è andata in onda in prima serata su Canale 5, a partire dal 21 settembre al 2 dicembre 2003.
| nº | Titolo                | Prima TV Italia   |
| -- | --------------------- | ----------------- |
| 1  | L'ostaggio            | 21 settembre 2003 |
| 2  | Senza via di fuga     | 21 settembre 2003 |
| 3  | La trattativa         | 23 settembre 2003 |
| 4  | La rapina             | 23 settembre 2003 |
| 5  | Paura sulla strada    | 30 settembre 2003 |
| 6  | Il dubbio             | 30 settembre 2003 |
| 7  | Follia omicida        | 7 ottobre 2003    |
| 8  | Kickboxing            | 7 ottobre 2003    |
| 9  | Legge criminale       | 14 ottobre 2003   |
| 10 | Corsa contro il tempo | 14 ottobre 2003   |
| 11 | Paura all'asilo       | 21 ottobre 2003   |
| 12 | Acque assassine       | 21 ottobre 2003   |
| 13 | A tutta velocità      | 28 ottobre 2003   |
| 14 | Nessuna pietà         | 28 ottobre 2003   |
| 15 | Scomparso             | 4 novembre 2003   |
| 16 | Addio al celibato     | 4 novembre 2003   |
| 17 | L'ultimo saluto       | 11 novembre 2003  |
| 18 | Chat line             | 11 novembre 2003  |
| 19 | Sotto tiro            | 18 novembre 2003  |
| 20 | I conti col passato   | 18 novembre 2003  |
| 21 | Due di noi            | 25 novembre 2003  |
| 22 | Alleluia              | 25 novembre 2003  |
| 23 | Lotta contro il tempo | 30 novembre 2003  |
| 24 | Faccia a faccia       | 30 novembre 2003  |
| 25 | Sotto ricatto         | 2 dicembre 2003   |
| 26 | L'ultima sfida        | 2 dicembre 2003   |

## L'ostaggio
- Diretto da: Monica Vullo
- Scritto da: Barbara Petronio e Leonardo Valenti

### Trama
Roberto e Mauro sono riuniti davanti al municipio dove finalmente si sta per celebrare il matrimonio di Giulia e Paolo. Intanto al X Tuscolano c'è molto fermento per un'urgente operazione antidroga coordinata da un certo Valerio, che faceva la scorta al papà di Giulia e Sabina, ucciso 11 anni prima (cioè nel 1992) con la moglie in circostanze misteriose. Le rivelazioni dell'uomo sono sconvolgenti. In quest'occasione vi sarà uno scontro a fuoco con il ferimento di Mauro e Ardenzi verrà preso in ostaggio da tale D’Antonio mentre l’altro spacciatore, Fusco, riesce a fuggire. Mauro però una volta in ospedale, venuto a sapere del rapimento di Roberto, deciderà di dimettersi dall'ospedale per aiutare gli altri alla ricerca di Ardenzi, e arriverà in tempo per la cattura dello spacciatore D’Antonio. Valerio rivelerà a Paolo alcune verità sulla morte del padre di Giulia, sostenendo la tesi della presenza di una talpa nella scorta.
- Altri interpreti: Alberto Bognanni (Fusco), Alessandro Zama (D'Antonio), Stefano Pesce (Valerio Mattei).
- Ascolti Italia: telespettatori 5 557 000[1]

## Senza via di fuga
- Diretto da: Monica Vullo
- Scritto da: Barbara Petronio e Leonardo Valenti

### Trama
Giulia e Paolo indagano su un traffico di eroina all'interno di un magazzino di animali macellati: in uno scontro a fuoco con Fusco, la Corsi rimane ferita e insieme al fidanzato viene rinchiusa nella cella frigorifera. Dopo molte ore passare al freddo, i due vengono salvati dai colleghi che si erano messi sulle loro tracce. Nel frattempo, Francesca Volta si rifà viva con Ardenzi chiedendogli di uscire insieme. Ingargiola acquista una bellissima moto che, tuttavia, risulta essere rubata a tale Del Duca.
- Altri interpreti: Renzo Stacchi (Antonello Del Duca), Alberto Bognanni (Fusco), Alessandro Zama (D'Antonio), Valeria Milillo (Francesca Volta).
- Ascolti Italia: telespettatori 5 918 000[1]

## La trattativa
- Diretto da: Monica Vullo
- Scritto da: Stefano Bises

### Trama
Giulia è stata appena dimessa, quando al commissariato arriva la notizia che uno sfrattato, Mario Fiorini, ha reagito alle forze dell'ordine (Mauro compreso), sparando dall'appartamento in cui si è barricato e aprendo la bombola del gas. Valerio si unisce a Paolo e Giulia, il palazzo viene sgomberato ma nella confusione una bambina di sei anni, Livia, cercando la madre si avvicina all'appartamento di Fiorini. L'uomo ne approfitta per prendere un prezioso ostaggio e chiedere che gli venga lasciato l'appartamento. Valerio propone di andare a parlare con lui fingendo di essere il funzionario bancario incaricato della vendita dell'appartamento. Una volta all'interno dell'abitazione, Valerio consola la bambina che già accusa i primi malori e rivela la sua identità, cercando di creare con Fiorini un dialogo autentico. L'uomo, che ha perso il lavoro l'anno precedente, è stato subito lasciato dalla moglie che si è portata dietro il figlioletto e da quel momento la sua vita gli sembra finita. Mentre la madre di Livia viene colta da un malore, Giulia dà l'ordine a Mauro e Paolo di intervenire dall'appartamento attiguo: dovranno penetrare, senza fare rumore, da un ripostiglio in comune. Intanto i tentativi da parte di Roberto per convincere Gloria, la moglie di Fiorini, ad un incontro con lui, ma falliscono. Tutto è complicato da un errore del centralinista Ugo che fa saltare le linee telefoniche del X Tuscolano e dalla denuncia di un buffo ometto che dichiara di essere un inventore e di essere stato derubato di una valigetta sull'autobus, fondamentale contenitore di una delle sue invenzioni. Alla fine il tanto bistrattato inventore riesce a ripristinare i contatti fra il commissario e la squadra impegnata nell'operazione Fiorini. Mauro e Paolo riescono a penetrare nell'appartamento e a salvare la piccola. Nella colluttazione fra Valerio e l'uomo armato, invece, un colpo parte per errore e fa saltare in aria l'appartamento saturo di gas. I due vengono ricoverati d'urgenza mentre Mauro porta fuori la bambina sana e salva.
- Altri interpreti: Paolo Calabresi (Mario Fiorini), Stefano Pesce (Valerio Mattei), Benedetta Gargari (Livia), Barbara Folchitto (moglie di Fiorini).
- Ascolti Italia: telespettatori 6 468 000[2]

## La rapina
- Diretto da: Monica Vullo
- Scritto da: Stefano Bises

### Trama
Giulia e Paolo si trovano al capezzale di Valerio che, gravemente ferito, è in coma. Arriva anche suo padre, l'anziano ex poliziotto Vittorio, col quale Valerio non parla da anni. Intanto Roberto entra nella sua tabaccheria di fiducia dove l'anziano amico Mario è appena rimasto vittima di una rapina. Il malvivente, colto di sorpresa dall'entrata del poliziotto, si è nascosto dietro il bancone e minaccia il proprietario con una pistola. Roberto si rende conto che l'amico è a disagio e solo guardando lo specchio capisce perché: Mario ha una pistola puntata alle spalle. A quel punto Roberto prende tempo e chiama Mauro al cellulare, ma la situazione precipita e il rapinatore spara verso Mauro colpendo però l'anziano tabaccaio che viene subito ricoverato. Mauro insegue il giovane che riesce a farla franca. Roberto viene sottoposto a provvedimento disciplinare da parte del vicequestore Severino ed aspramente criticato dal giovane figlio del tabaccaio per il suo intervento. Giulia, invece, lo appoggia. Le ricerche di Francesco Bruti (questo il nome del rapinatore) proseguono: Mauro e Luca riescono a rintracciare la sua ragazza, tale Simonetta, e mettendole il cellulare sotto controllo arrivano a scoprire una complicità fra i due. Intanto Ingargiola, Vittoria e Parmesan ricevono una serie di strane denunce da parte di uomini che dichiarano di essere stati derubati sotto un certo cavalcavia, tutti in circostanze diverse. Indagando i nostri, scoprono che una graziosa prostituta è l'artefice dei furti e che i suoi clienti preferiscono mentire piuttosto che ammettere le loro responsabilità. Nonostante Roberto sia al di fuori del caso Bruti, sarà proprio lui a catturare il rapinatore pronto a svignarsela, con la complicità di Simonetta, nella folla di un grande centro commerciale. Nel frattempo Valerio si è svegliato dal coma e, in fin di vita, confessa a Giulia il nome del "traditore", la persona più vicina al giudice Corsi, l'unico che poteva sapere della lite fra di lui e la figlia ed inventarsi la scusa di andare a cercarla durante il concerto: si tratta di Luigi Greco, il caposcorta. Giulia, sconvolta, ne parla con il procuratore e decide di convocarlo immediatamente: l'uomo le fa capire che è meglio lasciar stare, mentre lei è determinata a riaprire l'inchiesta. Intanto Valerio muore poco dopo aver visto suo padre.
- Altri interpreti: Pierluigi Coppola (Ira Droscorcic), Nino D'Agata (vicequestore Severini), Giovanni Izzo (Francesco Bruti), Stefano Pesce (Valerio Mattei), Dario Penne (Vittorio, padre di Valerio).
- Ascolti Italia: telespettatori 6 431 000[2]

## Paura sulla strada
- Diretto da: Monica Vullo
- Scritto da: Vinicio Canton

### Trama
Mauro e Roberto sono questa volta impegnati in un disperato inseguimento: una donna, dopo aver tentato di uccidere il marito, ha rapito la figlia di 8 anni, Cristina Mariani, e in uno stato di delirio perché sotto psicofarmaci, l'ha coinvolta in una folle corsa in auto per raggiungere l'amante del marito, ritenuta responsabile della fine del proprio matrimonio. Parmesan scopre che la sua carta di credito è stata clonata. Ingargiola, Vittoria e Ugo riusciranno a scoprire il responsabile della truffa: un ragazzo che lavora in un ristorante dove si recava Parmesan. Giulia riceve una misteriosa busta, contenente fotografie del padre con dei bambini.
- Altri interpreti: Alessandra Antinori (Claudia, madre di Cristina), Nicole Murgia (Cristina Mariani).
- Ascolti Italia: telespettatori 6 674 000[3]

## Il dubbio
- Diretto da: Monica Vullo
- Scritto da: Vinicio Canton

### Trama
Giulia scopre che le foto che ritraggono il padre con dei bambini non sono fotomontaggi, ma sono foto autentiche. Questo la destabilizzerà tanto da voler chiedere l'aspettativa. Intanto al X Tuscolano arriva Mara, una donna incinta che ha subito una violenza sessuale. Tutti i sospetti sembrano cadere sul suo vecchio spacciatore di droga, che tuttavia ha un alibi di ferro, fornitogli dalla sua ragazza. Quest'ultima però poi ritratterà sostenendo di aver mentito, e porterà prove contro il suo ex fidanzato. Nel frattempo Mara è scappata dall'ospedale, ha preso la pistola del marito e vuole uccidere il suo ex fidanzato, ma gli uomini del X Tuscolano arriveranno in tempo. Intanto Paolo ha fatto analizzare nuovamente le foto del giudice Corsi da un’altra persona, scoprendo che in realtà sono contraffatte. L’idea delle foto è stata di Greco, il quale promette a un tramite, Ira Droscorcic, di fare di meglio, facendo il nome di Sabina. Giulia rientrando in casa, per dare alla sorella la notizia che le foto sono in realtà contraffatte, non la trova.
- Altri interpreti: Pierluigi Coppola (Ira Droscorcic), Massimo De Santis (Enrico Russo), Alina Nedelea (Mara), Fabrizio Contri (Pietro De Santis).
- Ascolti Italia: telespettatori 6 570 000[3]

## Follia omicida
- Diretto da: Monica Vullo
- Scritto da: Paolo Marchesini

### Trama
Giulia chiede ai suoi collaboratori di risolvere il caso riguardante suo padre. Paolo e Luca individuano un sospetto. Il X Tuscolano inizia ad avere sospetti su Greco, l'ideatore dei foto-montaggi. Quest'ultimo, invitato da Ira Droscorcic, metterà un ordigno sotto l'auto della Corsi. Mentre Mauro e Roberto si confrontano con i reciproci problemi riguardanti le loro vite private, un barbone di nome Michy viene trovato assassinato in un parco e i due agenti iniziano subito le ricerche sul colpevole. Nonostante i sospetti inizialmente ricadano su un altro barbone, Giovanni Calogero, Mauro e Roberto riusciranno a scoprire il vero colpevole: un giovane meccanico, Danilo Parisi.
- Altri interpreti: Maria Grazia Bon (soprano), Pierluigi Coppola (Ira Droscorcic), Marco Giuliani (Danilo Parisi), Pippo Santonastaso (Giovanni “Nanni” Calogero), Valentina Lodovini (fidanzata di Danilo).
- Ascolti Italia: telespettatori 6 943 000[4]

## Kickboxing
- Diretto da: Monica Vullo
- Scritto da: Paolo Marchesini

### Trama
Il risveglio di Roberto è particolarmente dolce quella mattina: accanto a lui c'è Francesca. Appena arriva al X Tuscolano l'atmosfera cambia: lo attende la lettera ufficiale di trasferimento cui deve rispondere subito e, se rifiuta, potrà dimenticarsi di diventare commissario. Inoltre, un amico di Mauro, il giovane Sandro Mengarini, aspirante boxeur, è in coma all'ospedale. Qualcuno l'ha picchiato fino a ridurlo in fin di vita, Mauro promette alla sorella di Sandro, Patrizia, che farà luce sul caso. Insieme a Paolo e Roberto, Mauro scopre un giro di scommesse clandestine ed una serie di locali in disuso adibiti a ring e intestati ad un certo Enzo Scalone, re delle scommesse nella capitale. È probabile che, solo per guadagnare un po' di soldi, il povero Sandro ci abbia quasi rimesso la pelle. Paolo si propone come infiltrato nella palestra dove andava il ragazzo: lui ha fatto otto anni di Kick-Boxing e sa come difendersi. Subito si mette in attrito col colosso Mario Maffei, il campione indiscusso del giro (lo stesso, poi, che ha mandato il giovane Sandro all'ospedale). Scalone lo nota e gli propone 2 000 Euro per battersi fuori dalla palestra. Paolo accetta, sorpreso dalla velocità con cui la preda ha abboccato e decide che, al termine dell'incontro, lui e Giulia faranno la promessa di matrimonio, in municipio. Il commissario, intanto, è alle prese con sua sorella Sabina che si è appena iscritta all'università ma è stata trovata con otto pasticche di "Speed" in borsa: la ragazza giura di non sapere nulla delle pasticche e spiega a Giulia che un suo compagno, Dario Lopez, potrebbe averla incastrata appena iniziata la perquisizione. Cercano il ragazzo assieme, la prima volta il ragazzo riesce a scappare ma, poi, Giulia lo incastra. Intanto Scalone mangia la foglia e all'ultimo momento cambia il luogo dell'incontro: Mauro e Roberto attendono inutilmente nel luogo pattuito per il pedinamento. Così solo poco prima dell'incontro Paolo riesce a chiamare Giulia al commissariato per avvertirla. Mentre tutti si mettono all'opera per capire dove si trova Paolo, Scalone lo presenta di fronte al pubblico urlante come il "campione del X Tuscolano" non avendo capito che aveva chiamato il commissariato. Paolo capisce di non avere più scampo ma si difende più che bene schivando i colpi di Maffei. Quando ormai sta per cedere, (Scalone è riuscito anche a drogarlo), Luca, Mauro e Roberto arrivano e arrestano tutti. Mentre Giulia corre per raggiungere Paolo, inseguita da una moto guidata da Greco, supera fatalmente i 90 Km, i comandi non rispondono più e il commissario si ribalta.
- Altri interpreti: Fabio Bongini (Mario Maffei), Pierluigi Coppola (Ira Droscorcic), Massimo Corvo (Enzo Scalone), Michele Alhaique (amico di Sandro), Paolo Gasparini.
- Ascolti Italia: telespettatori 6 556 000[4]

## Legge criminale
- Diretto da: Monica Vullo
- Scritto da: Francesco Balletta

### Trama
Giulia esce illesa dall'incidente, a parte qualche contusione, ma Greco è intenzionato ad ucciderla anche all'interno dell'ospedale. Grazie all'intervento di Paolo e degli uomini del distretto, la Corsi si salva ancora una volta. L'ex capo scorta del giudice Corsi, visti i cattivi esiti dell'operazione ed i rischi che ha corso, va a casa del suo capo minacciando l'uscita dal clan ed intima la liquidazione del suo denaro. Nel frattempo, in un night club, un uomo viene cacciato per ubriachezza molesta. Accorre una volante della polizia, che però invece di portarlo in commissariato si ferma in un luogo appartato e il poliziotto che è al suo interno inizia a pestarlo ferocemente usando il manganello. Si scopre che quell'agente altri non è che un meccanico chiamato Pietro Aprile, che si spaccia per poliziotto usando la divisa del padre, appartenente alle unità cinofile, rimasto ferito durante l'adempimento del dovere. Inoltre, la volante che usa è una volante di servizio in quanto la sua officina è convenzionata con la Polizia. Saranno Luca e Roberto ad intercettarlo, scoprendo che non solo che il giovane Pietro sognava da sempre di seguire le orme del padre facendo il poliziotto, ma quest'ultimo credeva che lo avessero ammesso in Polizia mentre non lo era stato affatto in quanto "in possesso di una personalità instabile". Luca e Roberto lo aspettano nel garage dove lavora, mentre Aprile porta l'ultimo "arrestato": un uomo che aveva tentato di accoltellare la moglie. Vistosi scoperto, Pietro lascia perdere la sua vittima e, prendendo la pistola d'ordinanza del padre, tenta di spararsi un colpo alla tempia, ma viene fermato da Luca.
- Altri interpreti: Bruno Bilotta (titolare night), Pierluigi Coppola (Ira Droscorcic), Fabrizio Contri (Pietro De Santis), Fulvio Pepe (Pietro Aprile), Monica Dugo (Borghini).
- Ascolti Italia: telespettatori 7 938 000[5]

## Corsa contro il tempo
- Diretto da: Monica Vullo
- Scritto da: Barbara Petronio e Leonardo Valenti

### Trama
Giulia torna in commissariato più combattiva che mai: l'unico modo per incastrare Greco è reperire un oggetto che gli appartiene e su questo fare la prova del Dna per confrontarlo con quello del sigaro ritrovato nel garage. Senza alcuna autorizzazione ufficiale, Mauro e Paolo si introducono nell'abitazione di Greco, coordinati da Roberto che li attende in strada. Ma una volta all'interno dell'appartamento, i due si accorgono che una donna è in bagno e si sta facendo la doccia. Inoltre Greco anticipa il suo ritorno. Fortunatamente gli agenti riescono ad uscire senza essere visti. Paolo consegna alla scientifica il reperto, assumendosi la responsabilità del grave atto: Greco non è mai stato indagato e quindi nessuna attività di ricerca nei suoi confronti può essere autorizzata. Intanto il trentenne Stefano Di Santo è ritrovato morto nella propria pizzeria, ucciso a coltellate. L'autore del delitto è il padre sessantenne, Natale, alla ricerca disperata di soldi che il figlio gli ha negato. La sorella ventenne dell'assassinato, Federica, accusa il padre tossicodipendente che però nega tutto e viene rilasciato per mancanza di prove. Federica reagisce malissimo e, al secondo interrogatorio del padre, prende in ostaggio Giulia, Ugo e Francesco, il figlio di Vittoria, e concede un'ora di tempo agli agenti per far luce sul caso, allo scadere della quale ucciderà il commissario e gli altri. Mauro, Luca e Roberto si recano quindi nell'appartamento di Natale dove trovano due sacchetti di eroina. Il fornitore dell'uomo, Mimmo Lo Giudice, viene acciuffato dai tre e costretto a confessare. Intanto Paolo, Parmesan ed Ingargiola si ingegnano per penetrare nella stanza chiusa a chiave dove si trovano Federica e gli ostaggi: l'ora è quasi scaduta quando gli agenti riescono a bloccare Federica. Quasi in contemporanea arrivano Roberto, Luca e Mauro con la prova che incriminerà Natale: un braccialetto d'oro appartenuto a Stefano ed identico a quello di Federica, usato dal padre come pegno per l'acquisto della droga. La ragazza è incriminata, Natale arrestato, Francesco torna tra le braccia di Vittoria. In quel momento arriva al commissariato un fax dalla scientifica che conferma i sospetti su Greco: la corrispondenza del Dna è totale. Gli uomini del X corrono a casa dell'uomo, ma una brutta sorpresa li attende: Greco sembra essersi impiccato.
- Altri Interpreti: Pierluigi Coppola (Ira Droscorcic), Alessia Giuliani (Federica Di Santo).
- Ascolti Italia: telespettatori 7 170 000[5]

## Paura all'asilo
- Diretto da: Monica Vullo
- Scritto da: Giovanna Koch

### Trama
Il vicequestore Severini, della polizia disciplinare, avvia l’ennesima indagine sul comportamento degli agenti del X Tuscolano: Paolo viene sospeso a tempo indeterminato per le indagini non autorizzate su Greco, a Mauro e Roberto invece va una nota di demerito per averlo aiutato. Nel frattempo al X Tuscolano arriva la notizia choc di un minore in coma per aver accidentalmente ingerito della cocaina. Mauro si precipita in ospedale: grande è il suo sconcerto appena viene a sapere che Roberto è l’incriminato e Mauretta è la vittima. La narcotici perquisisce l’abitazione di Roberto e scopre tracce di cocaina; a Roberto, già disperato, viene tolto l’affidamento della bambina. Mauro decide quindi di correre in aiuto del suo caro amico e di indagare: s’introduce nella scuola di Mauretta sotto falsa identità, diventando l’aiutante della maestra. Impiega diverso tempo però per scoprire che il traffico di droga è fra il bidello Gianni e la mamma di Cristina, una delle compagne di Mauretta. Intanto Ingargiola raccoglie la denuncia di tale Rosa Civinini alla quale hanno rubato un portafogli. La bella donna è stata il primo amore dell’agente. Dopo essersi ritrovati, i due si perdono in ricordi nostalgici. In seguito Rosa riconosce chi l’ha derubata: un certo Pasquale Capozzi che però risulta… deceduto! Analoghe segnalazioni arrivano da altri commissariati. Sarà proprio Ingargiola a catturare il borseggiatore “zombie” che opera con metodo ai capolinea degli autobus. Risolto il caso, Rosa ed Ingargiola si salutano teneramente, sotto lo sguardo preoccupato di Vittoria. Nel frattempo Mauro ha scoperto che il bidello e la mamma di Cristina si scambiano la “merce” utilizzando l’orsacchiotto della bambina. Con la collaborazione di Luca e Roberto, che ha deciso di reagire e affrontare la situazione con la sua solita grinta, Mauro coglie il bidello in flagrante. A lui spetta anche il compito di consolare la smarrita Cristina. Germana gli è vicina, ma poi è costretta a comunicargli che il suo primo reportage sarà a Betlemme. Anche Francesca, avvertita da Mauro, corre a casa da Roberto che stavolta l’accoglie a braccia aperte, in compagnia di Mauretta, guarita e di nuovo insieme a suo padre.
Intanto Giulia e Paolo, per sbloccare la situazione, visto che non credono alla tesi del suicidio di Greco, si recano in gran segreto a casa di questi per raccogliere elementi. Ira è già lì e, sentendoli entrare, si nasconde. Forzando un secrétaire, Giulia scopre dei CD-ROM e la foto di un bambino di dieci anni con un neo sul collo. Ira li spia e sembra sconvolto dalla loro scoperta.
- Altri interpreti: Pierluigi Coppola (Ira Droscorcic), Nino D'Agata (vicequestore Severini), Fabio Martinello (bidello Gianni).

- Ascolti Italia: telespettatori 7 429 000[6]

## Acque assassine
- Diretto da: Monica Vullo
- Scritto da: Giovanna Koch

### Trama
Luca viene avvertito del ritrovamento di un cadavere sulla riva del Tevere. L’uomo, assassinato da un colpo di arma da fuoco, è un certo Alberto Longhi, fotografo, maestro elementare e responsabile di un’associazione ambientalista, Libero ambiente. Mauro e Roberto si recano all’associazione dove informano due attivisti, Anna Paola e Mario, della sciagura. Alberto stava facendo un’indagine sull’inquinamento doloso del fiume e probabilmente per questo si trovava all’alba a scattare fotografie sulle rive del Tevere. Viene interrogato Birri, l’imprenditore proprietario di una cartiera che Antonio aveva contribuito a far chiudere perché non a norma. Ma questi ha un alibi di ferro. Intanto al X Tuscolano si presentano cinque scampati ad un incendio divampato nel supermercato di quartiere. I cinque sono stati salvati da un uomo che, rompendo un’impalcatura di lavori in corso, ha permesso loro una via di fuga: ora il gruppetto vuole che la polizia ritrovi l’eroe per poterlo adeguatamente ringraziare. Alla fine si scoprirà che l’involontario eroe è Ugo, arrivato in pauroso ritardo al lavoro a causa di un incidente fatto con la macchina nuova. Lo sbadato centralinista ha fatto marcia indietro con la sua auto nuova fiammante, distruggendo la parte posteriore: impaurito è fuggito, senza rendersi conto che l’ostacolo era un’impalcatura e che così facendo ha salvato delle persone. Nel frattempo la polizia fluviale draga il fiume e ritrova la macchina di Longhi, affondata dall’assassino dell’uomo. I poliziotti scoprono inoltre che uno dei condotti di scarico della cartiera, riaperta da poco, risulta murata. Birri viene interrogato nuovamente e dopo poco è trovato morto. Nella macchina di Longhi è rinvenuta invece la sua macchina fotografica. Questa è senza rullino, nascosto dall’uomo poco prima di morire nei pressi del luogo del delitto. I nostri riescono a trovarlo e Parmesan analizza le foto al computer. Mauro e Roberto scoprono così che Longhi ha fotografato il suo assassino prima di morire: con grande sorpresa di tutti, il volto dell’uomo corrisponde a quello dell’attivista Mario. Il giovane tenta di fuggire, ma alla fine è arrestato e confessa: ha agito per vendetta, lui prima lavorava come operaio alla cartiera e quando questa ha chiuso si è ritrovato disoccupato. Birri l’aveva poi usato per tentare di corrompere Longhi, ma questi si era rifiutato ed era stato eliminato. Il caso è chiuso. A Roberto non rimane che riflettere su quanto Francesca gli ha appena detto: suo marito Filippo vuole che tornino insieme e lei ha bisogno di tempo per pensare.
Intanto a casa di Giulia, Paolo, Sabina e il suo ragazzo esperto di pc, Daniele, tentano di aprire i cd rom trovati a casa di Greco. Un sistema di difesa ne mangia uno, per l’altro i nostri sono più fortunati e scoprono foto pornografiche di bambini. Giulia convoca Altieri e tutti i suoi collaboratori: le immagini testimoniano un commercio pedopornografico a danno di minori. Altieri riconosce la foto del bambino col neo sul collo: il giudice Corsi l’aveva interrogato pochi giorni prima di essere ucciso. Nello stesso momento scopriamo inoltre che Ira ha lo stesso neo sul collo.
- Altri interpreti: Pierluigi Coppola (Ira Droscorcic), Paolo Zuccari (Mario).
- Ascolti Italia: telespettatori 7 365 000[6]

## A tutta velocità
- Diretto da: Monica Vullo
- Scritto da: Francesco Balletta

### Trama
Mentre Paolo è costretto a restare a casa a scontare il provvedimento disciplinare, Giulia e Luca tentano di rintracciare il bambino col neo sul collo ritratto nella foto trovata a casa Greco e scattata in orfanotrofio. L’amore fra il commissario Corsi e Paolo è sempre più solido e i due decidono di sposarsi il giorno stesso in municipio: se Paolo riuscirà a convincere l’inflessibile impiegato del Comune a saltare la lista d’attesa. Intanto Mauro e Roberto si occupano del caso di un giovane, Angelo, investito da un’auto, lanciata a folle velocità, all’uscita dalla pizzeria in cui si trovava con la sua ragazza, Sonia. Angelo è in coma, Sonia è sconvolta ma dichiara di ricordare un’altra macchina che sembrava competere con quella che ha investito Angelo. Quest’ultima auto era guidata dal quarantenne Tommaso Conciani, ricoverato in ospedale con qualche frattura. I nostri due agenti orientano le indagini sulle corse clandestine, tanto più che in ospedale arriva il fratello diciottenne di Conciani, Claudio, che osa prendersela con la coppia vittima dell’incidente. Dal canto suo Roberto è in crisi perché Francesca gli ha appena annunciato la sua intenzione di tornare col marito, il padre di suo figlio. Anche Mauro risente della lontananza di Germana, impegnata col suo lavoro di giornalista, ed ancora non sa che il padre, Tiberio, è stato vittima di una truffa ordita da un consulente finanziario, Saverio Di Longo, che gli ha “rubato” ben ventimila euro di cui la metà è di Mauro. Tiberio voleva fare una sorpresa al figlio ed ora, annichilito, cerca aiuto da Ingargiola, Vittoria ed Ugo. I tre indagano sul presunto consulente finanziario e scoprono, nel suo appartamento, Dario, uno studente pugliese da poco iscritto all’università. Il ragazzo si dichiara un semplice inquilino che non sa proprio come aiutarli a rintracciare il proprietario della casa. Con la valida consulenza dell’archivista Parmesan i tre indagano sul passato di Di Longo e scoprono dei legami fra i due. In seguito con Ugo ordiranno una montatura per far uscire allo scoperto il consulente finanziario, cogliendolo in flagrante. Tiberio riavrà i suoi soldi e questa sarà anche l’occasione per un dialogo più sincero fra padre e figlio. Mauro e Roberto intanto sono venuti a capo dell’indagine sui fratelli Conciani e su un loro capo, tale Posini, organizzatore delle corse clandestine ed alla guida dell’auto pirata che si era dileguata dopo l’incidente di Conciani e l’investimento di Angelo. I nostri “torchiano” uno dei clienti dell’officina con precedenti in scommesse clandestine, Massimo Freghieri, che alla fine confesserà il trucco degli sms in codice per avvertire gli habitué della prossima corsa. Con questa “dritta” i due possono arrestare i fratelli Conciani ed il loro capo. Procedono invece a rilento le indagini sul giro di pedofilia: Giulia convoca i suoi agenti ed il professor De Santis, esperto nel settore, che li rende consapevoli delle sue cupe esperienze. Giulia parte dall’orfanotrofio nel quale suo padre, dieci anni prima, aveva incontrato il bambino ritratto in foto. Ad accompagnarla Altieri, amico di suo padre e procuratore capo. Ma la direttrice dell’orfanotrofio non può proprio aiutarli: l’archivio è andato distrutto per un incendio qualche anno prima e non è più rimasta alcuna traccia dei piccoli ospiti. Forse gli agenti possono provare con l’ex direttore, un uomo dalla memoria straordinaria, ma Michele Pretori è morto di cancro poco tempo prima. Non resta che recarsi dal fotografo ufficiale dell’orfanotrofio: Giulia e Luca non riconoscono nel commesso, Ira, il bambino della foto scattata anni prima, che subito va a chiamare il titolare e si nasconde. L’uomo sostiene di non aver scattato lui quella foto ma suo fratello, anche lui morto da poco. Giulia e Luca sono da capo a dodici. Paolo è invece riuscito a convincere l’impiegato del municipio ed ora aspetta impaziente la sposa. Al termine della faticosa giornata Giulia si ricorda della cerimonia, è in grande ritardo e convoca, con urgenza, Mauro e Roberto come testimoni. Il rito civile è semplice e bello e tutti partecipano all’emozione di Giulia e Paolo. Nello stesso momento, Ira riceve una chiamata.
- Altri interpreti: Pierluigi Coppola (Ira Droscorcic), Alessandro Scaretti (corridore), Fabrizio Contri (Pietro De Santis), Agnese Nano (direttrice orfanotrofio), Jerry Mastrodomenico (fotografo orfanotrofio).
- Ascolti Italia: telespettatori 7 279 000[7]

## Nessuna pietà
- Diretto da: Monica Vullo
- Scritto da: Francesco Balletta

### Trama
Raimondo Traversi, quarantacinquenne in profonda crisi depressiva, uccide la moglie Luisa ed il nuovo compagno di lei, Giacomo Scotti, cogliendoli di sorpresa nella loro nuova casa. L’uomo cerca poi la figlia diciottenne, Elisabetta, ma nella sua camera trova un biglietto. Nel secco messaggio alla madre, la ragazza dichiara di voler andare via e di non volere un nuovo padre. La giovane si trasferisce in un appartamentino che ha preso in affitto e, guardando la tv, scopre la tragedia: in singhiozzi chiama il X Tuscolano e subito Giulia, Luca, Mauro e Roberto accorrono per proteggerla. Raimondo, il padre, assiste alla scena non visto ed una volta in commissariato Elisabetta riceve una chiamata al cellulare: suo padre le dà un indirizzo dove incontrarsi ma, ad accogliere gli agenti nell’appartamento, c’è una webcam. La ragazza passerà la notte al X Tuscolano in compagnia di Parmesan che diventa per lei un sostituto positivo della figura paterna. Intanto Ugo ed Ingargiola raccolgono la testimonianza di Tilde, una novantenne sorda come una campana che denuncia la scomparsa delle sue vicine di casa, due sorelle sue coetanee con le quali era abituata a prendere il tè. I due agenti scoprono che in effetti il portiere ha impiantato un laboratorio di sartoria con cinesi clandestini a casa delle due donne partite per una crociera. Paradossalmente sarà Ugo ad essere picchiato con abili mosse kung-fu da due fanciulle cinesi apparentemente innocue. Intanto Paolo è in casa ed assiste al dramma di Sabina: la sorella del commissario Corsi è incinta ed ha litigato con il suo ragazzo Daniele che vorrebbe convincerla ad abortire. Sabina gli confida che forse le piacerebbe anche l’idea di un figlio ma non può dimenticare l’indagine sulla quale stava lavorando suo padre prima di essere ucciso, come sappiamo, legata alla tragedia della pedofilia. Di fronte al dramma della ragazza Paolo non riesce a stare con le mani in mano e si mette al lavoro sul CD scoperto a casa di Greco, cioè sulle centinaia di foto porno di bambini poi spariti nel nulla. Cerca una traccia e dopo ore ed ore al pc la trova: nell’ambiente apparentemente asettico in cui i piccoli venivano fotografati spicca, sullo sfondo, uno stucco sul soffitto. Le tre lettere “VMT” stanno per la nobile casata Visconti Morandini Terzani, di cui una villa si trova a Colonna in provincia di Roma. Paolo decide di recarsi lì immediatamente. Intanto Elisabetta è tornata a casa sua ma le entrate sono sorvegliate da Roberto e Luca. Giulia riceve lo psichiatra che aveva in cura Raimondo: il medico le conferma che lo stato fisico e psichico del paziente è quasi disperato. Il nuovo identikit in possesso degli agenti non corrisponde alla realtà, Raimondo è irriconoscibile. Infatti Luca lo lascia passare e viene preso in ostaggio. Elisabetta gli apre e si trova di fronte suo padre che vuole portarla via con sé e la obbliga a legare il poliziotto. Roberto, avvertito, interviene per sbloccare la situazione: occorre però l’intervento di Giulia e di Mauro ed il coraggio di Elisabetta per far arrestare l’uomo. Intanto Paolo è giunto alla villa di Colonna che sembra disabitata ed ha scavalcato il cancello. Al primo piano trova una stanza attrezzata da set cinematografico e prende un paio di VHS. Sta per uscire da quel luogo spettrale quando sente il pianto di un bambino provenire dal sottoscala. Cerca e cerca, alla fine trova uno stereo… ad attenderlo nella trappola c’è Ira con la pistola spianata. 
- Altri interpreti: Andrea Mitri (Raimondo Traversi), Pierluigi Coppola (Ira Droscorcic), Raffaella D’Avella (Luisa).
- Ascolti Italia: telespettatori 7 244 000[7]

## Scomparso
- Diretto da: Monica Vullo
- Scritto da: Andrea Garello

### Trama
Sabina non riesce a confessare il suo segreto a Giulia che, a sua volta, è preoccupatissima perché Paolo non è tornato a casa durante la notte. Il commissario ha già allertato Roberto e Mauro che entrano al X Tuscolano con faccia scura mentre tutti gli altri stanno festeggiando l’arrivo di un nuovo agente. Si tratta di Corrado, il presunto figlio di Ingargiola che nessuno si aspettava di rivedere nei panni di un poliziotto. Luca lo coinvolge immediatamente nella segnalazione di una rapina ad un distributore di benzina effettuata da due motociclisti, irriconoscibili per via dei caschi integrali. Dopo poco meno di un’ora arriva la denuncia di un’altra rapina, ma stavolta il benzinaio ha riconosciuto la voce di uno dei due: si tratta di un suo ex dipendente in prova e la cifra prelevata è consistente; ancora una volta i due sono andati a colpo sicuro dimostrando la conoscenza di nascondigli che solo un habitué poteva avere. Ne viene fuori l’identikit di tale Antonio Baldacci, una specie di spostato ma senza precedenti penali. Luca e Corrado si recano a casa di Baldacci dove scoprono il motivo che ha spinto Antonio e il suo complice ad effettuare tante rapine: una lettera minatoria chiede, per il giorno stesso, il pagamento di una grossa cifra. Luca riesce a capire, grazie ad un appunto trovato in casa, qual è il prossimo obbiettivo e vi si reca seguito da Corrado, alla sua prima azione, tanto emozionato da risultare quasi paralizzato. I due arrivano appena in tempo: un rapinatore sta ‘spogliando’ i clienti in fila visto che nella cassa non ha trovato un granché. Luca ne ferisce uno mentre l’altro riesce a fuggire. Una volta in commissariato, Corrado si sente male e comincia a dubitare delle sue capacità professionali. Ingargiola riuscirà a consolarlo col racconto del proprio esordio mentre Luca e Mauro interrogano il ferito. Scopriranno che le rapine sono dovute ad un debito di gioco da pagare ad un potente e pericoloso ‘baro’ entro la giornata. Corrado resterà al fianco di Luca nel cogliere il rapinatore ed il baro in flagranza di reato all’interno di una bisca affollata.
Intanto, Mauro è rimasto in commissariato a coordinare le indagini sulla scomparsa di Paolo o mentre Giulia e Roberto stanno battendo ogni minima pista sul territorio. Mauro ha contattato tutti i suoi informatori, compreso il più fidato, Camomilla. Parmesan rintraccia un pagamento bancomat fatto da Paolo ad un distributore di benzina sul GRA il pomeriggio precedente e poi il segnale del telepass all’uscita di Colonna. Giulia e Roberto si precipitano seguendo quei minimi indizi. Capiranno solo che Paolo aveva cercato di telefonare dal bar del paese, in provincia di Roma, ma che il telefono era guasto. I nervi di Giulia cominciano a cedere quando Mauro riceve una dritta da Camomilla: la station wagon di Paolo si trova da uno sfasciacarrozze di Ostia. Giulia, Mauro e Roberto si incontrano lì ma, a parte fango sulle ruote ed uno strano gettone nel portaspiccioli del cruscotto, non ci sono altri indizi. Giulia torna in commissariato dove ad attenderla c'è Sabina sconvolta e i colleghi estremamente preoccupati.
- Altri interpreti: Diego Guerra (rapinatore), Francesco Lucente Stabile (rapinatore).
- Ascolti Italia: telespettatori 7 789 000[8]

## Addio al celibato
- Diretto da: Monica Vullo
- Scritto da: Andrea Garello

### Trama
Mentre la macchina di Paolo viene consegnata alla scientifica, il nuovo caso che coinvolge Luca e Corrado parte dal ritrovamento del cadavere di una giovanissima albanese. Nessun documento, solo sigarette e fiammiferi con su scritto l’indirizzo di un pub. Il proprietario del luogo, tale Misiti, ostenta un atteggiamento arrogante e maschilista e nega di conoscere la giovane: la notte precedente, tra l’altro, ha tenuto chiuso il locale per festeggiare l’addio al celibato di un suo amico. Luca e Corrado indagano nell’ambiente della prostituzione albanese e scoprono che il ‘capo’ è un certo Masur. Il tipo è sempre accompagnato da Ania, che scopriremo essere la migliore amica di Marica, questo è il nome della giovane morta in circostanze misteriose. L’autopsia rivela che la ragazza è stata uccisa da un’overdose di cocaina e, pian piano, il cerchio si stringe intorno a Masur, Misiti e due suoi compari, Benassi e Loreto, beccati in flagrante a consegnare una discreta somma a Masur. Decisiva si rivelerà la testimonianza di Ania che ha imparato, pian piano, a fidarsi del gentile Corrado e supererà la paura incastrando col suo racconto il crudele Masur. La verità di Ania è che il ‘pappone’ aveva consegnato Marica ai tre per farli divertire. Misiti, Benassi e Loreto l’avevano costretta ad ingerire cocaina per farla “sciogliere un po’ ” ma la poveretta ci aveva rimesso la vita. Ora Ania è destinata ad una casa-famiglia, mentre il suo ex capo e gli altri tre saranno accusati solo di spaccio di droga e occultamento di cadavere, visto che la ragazza è morta per arresto cardiocircolatorio.
Vittoria ed Ingargiola affrontano invece il caso di Sergio, uno stimato professionista che si presenta in commissariato con l’amico di sempre, tale Manuel, il classico romano dalla battuta sempre pronta. Il problema di Sergio è che, da quando per gioco ha visitato con Manuel un sito porno, viene ricattato per telefono, con la minaccia di rivelare tutto alla moglie. Dopo varie indagini si scoprirà che è stato proprio Manuel, con la complicità della sua ragazza, Giusy Paternò, ad ordire la trama del ricatto. Da sempre invidioso dei successi dell’amico, Manuel pensava di potergli spillare un po’ di soldi. Nel frattempo Mauro, Roberto e Giulia hanno scoperto che il gettone trovato nella station wagon di Paolo non era, come si pensava all’inizio, adatto ai videopoker, bensì era di quelli usati per i dondoli. Inoltre il proprietario dello sfasciacarrozze ha fornito l’identikit del ragazzo che gli ha portato la macchina: è un ‘rasta’ dagli inconfondibili dreadlock. Ugo comincia a cercare per telefono tutti i parrucchieri di Ostia che fanno i dread e, mano a mano, il cerchio si stringe intorno a tale Scheggia, questo il soprannome di un rasta che di mestiere fa proprio il riparatore di dondoli. Giulia, Mauro e Roberto lo trovano nella casa occupata dove vive e riescono a fermarlo. Scheggia giura di non sapere nulla del proprietario della station wagon, la dritta gliel’hanno data dei suoi amici che hanno ritrovato la macchina in una discarica dove lui si offre di accompagnarli. Il commissario Corsi ed i suoi agenti, (Mauro e Roberto hanno appena saputo dalla scientifica che il sangue nel portabagagli appartiene a Paolo ma hanno preferito tacere con Giulia), si precipitano dietro a Scheggia, alla ricerca del punto esatto in cui ha ritrovato la macchina. Così, all’interno di una labirintica, inquietante discarica, semisommerso dai rifiuti, troveranno il cadavere di Paolo.
- Altri interpreti: Victoria Larchenko (Ania), Antonio Milo (Misiti), Franco Sciacca (Benassi),Jerry Potenza (Proprietario Sala Giochi) Branko Tesanovic (Masur), Rinat Khismatouline (meccanico).
- Ascolti Italia: telespettatori 8 219 000[8]

## L'ultimo saluto
- Diretto da: Monica Vullo
- Scritto da: Barbara Petronio e Leonardo Valenti

### Trama
Giulia informa la sorella di quanto accaduto a Paolo e, senza darsi pace, cerca di trovare una spiegazione. A indagare sulla morte di Paolo se ne occupa la squadra mobile del commissario Evangelisti. Mauro indaga con Luca e Corrado su un sedicenne di nome Claudio trovato morto nel cortile della sua scuola. La commissione disciplinare reintegra Paolo. Vengono svolti i funerali di quest'ultimo. Intanto Sabina rivela a Giulia di aspettare un bambino.
- Altri interpreti: Maria Angeles Torres (Luciana Manfredi), Alfredo Vasco (padre di Claudio), Antonio Zavatteri (commissario Evangelisti).
- Ascolti Italia: telespettatori 8 133 000[9]

## Chat line
- Diretto da: Monica Vullo
- Scritto da: Paolo Marchesini

### Trama
A casa di Mauro e Germana entrano i ladri che rubano la videocamera con le riprese del matrimonio di Giulia e Paolo. Mauro riesce nell’intento di farsela dare in un campo nomadi. Luca e Corrado intanto indagano sull'omicidio di una ragazza, amante della chat, trovata morta a casa sua davanti al PC. Mentre Giulia aspetta i risultati dell'autopsia su Paolo e guarda il filmino del matrimonio, Roberto riceve una lettera da Francesca e la raggiunge baciandola.
- Altri interpreti: Davide Paganini (Pino Pastori).
- Ascolti Italia: telespettatori 7 842 000[9]

## Sotto tiro
- Diretto da: Monica Vullo
- Scritto da: Stefano Bises

### Trama
Gli agenti del X Tuscolano tentano di catturare un pericoloso cecchino. Giulia è determinata a proseguire le indagini sulla morte dei genitori e di Paolo. Vittoria e Giuseppe si avvicinano tanto da baciarsi.
- Altri interpreti: Pierluigi Coppola (Ira Droscorcic), Aldo Ottobrino (cecchino).
- Ascolti Italia: telespettatori 8 645 000[10]

## I conti col passato
- Diretto da: Monica Vullo
- Scritto da: Stefano Bises e Paolo Marchesini

### Trama
Un malavitoso, Otello Bacari, uccide un uomo davanti alla sua roulotte, tale Pippo Calenda, e il X Tuscolano inizia ad indagare. Mauro invece si occupa del caso di Lorenzo Valli, adolescente finito in ospedale con una gamba rotta per cause ignote, scoprendo che è stato il padre perché non sopportava di essere un ballerino e di essere, per questo, deriso dai suoi compagni. Giulia intanto fa fare delle analisi alla scientifica sulla foto del bambino che aveva incontrato suo padre poco prima della morte e capisce che si tratta dell’assistente del fotografo dell’orfanotrofio. Si chiama Ira Droscorcic ma il ragazzo è sparito insieme al suo materiale essendo stato avvertito per tempo.
- Altri interpreti: Massimo Poggio, Luigi Maria Burruano (Otello Bacari), Francesco Di Leva (ultras), Pierluigi Coppola (Ira Droscorcic), Filippo Tirabassi (Lorenzo Valli), Marco Falaguasta (padre di Lorenzo), Jerry Mastrodomenico (fotografo), Nicola Valenzano (complice di Bacari).
- Ascolti Italia: telespettatori 8 852 000[10]

## Due di noi
- Diretto da: Monica Vullo
- Scritto da: Leonardo Fasoli

### Trama
Un clandestino viene trovato in fin di vita ferito alla mano con un'ascia. Giulia continua a indagare su Ira.
- Altri interpreti: Marco Cavicchioli (capo di Farouk), Pierluigi Coppola (Ira Droscorcic), Jamil Hammoudi (Farouk), Jerry Mastrodomenico (fotografo).
- Ascolti Italia: telespettatori 8 710 000[11]

## Alleluia
- Diretto da: Monica Vullo
- Scritto da: Paolo Marchesini

### Trama
Mauro e Roberto si trovano in un convento per sorvegliare un quadro di alto valore, che viene comunque rubato durante la notte, nonostante il loro turno di guardia; a confessare sarà uno dei frati (che voleva usarlo per finanziare un orfanotrofio e i miglioramenti per il convento). In commissariato si presenta una donna, Lidia Zanelli, la quale denuncia il suo ex compagno Pietro che, dopo essere uscito di galera, continua a perseguitarla; Luca e Corrado lo arresteranno proprio mentre sta aggredendo la sua ex. Giulia è sulle tracce di Ira e scopre che il giovane utilizza nomi derivanti dall'anagramma di "Riccardo Corsi", il nome di suo padre, morto 10 anni prima. La squadra del X Tuscolano trova uno studio fotografico nascosto con diverse foto di bambini e la pistola di Paolo.
- Altri interpreti: Sara Bertelà (Lidia Zanelli), Fabio Ferri (frate), Tony Palazzo (Pietro), Edmondo Tieghi (padre Ridolfi), Ermanno De Biagi (vescovo).
- Ascolti Italia: telespettatori 8 511 000[11]

## Lotta contro il tempo
- Diretto da: Monica Vullo
- Scritto da: Vinicio Canton

### Trama
Un poliziotto di nome Claudio Sirgi, esasperato dal problema del figlio bisognoso di un trapianto al cuore, in ospedale sequestra prima un'infermiera e poi l'ispettore Belli che si trovava lì per fare delle analisi insieme alla moglie Germana. Giulia intanto riesce a catturare Ira, l'assassino di Paolo e di Greco, mentre sta per rapire un altro bambino per l’organizzazione per cui lavora.
- Altri interpreti: Marco Bonetti (dottore), Pierluigi Coppola (Ira Droscorcic), Massimo Zordan (Claudio Sirgi), Fabrizio Contri (Pietro De Santis).
- Ascolti Italia: telespettatori 8 244 000[12]

## Faccia a faccia
- Diretto da: Monica Vullo
- Scritto da:

### Trama
Il procuratore Altieri sottopone Ira a un interrogatorio al X Tuscolano. Il ragazzo non vuole rivelare chi lo ha destinato a tale vita ma confessa di essere responsabile dell'omicidio di Paolo. Luca e Corrado indagano sul caso di un macellaio, Enzo Ricci, costretto a pagare dei malviventi e a vendere carne non controllata.
- Altri interpreti: Federico Torre (Enzo Ricci), Pierluigi Coppola (Ira Droscorcic), Fabrizio Contri (Pietro De Santis).
- Ascolti Italia: telespettatori 9 043 000[12]

## Sotto ricatto
- Diretto da: Monica Vullo
- Scritto da: Barbara Petronio e Leonardo Valenti

### Trama
Roberto scopre che Francesca e Mauretta sono state rapite, dopodiché una telefonata al cellulare gli intima di non chiedere aiuto a nessuno. Ben presto Roberto scopre che fra il rapimento e l'assassinio di Paolo ci sono evidenti e pericolosi collegamenti, giungendo alla conclusione che il X Tuscolano è tenuto sotto controllo attraverso dei microfoni-spia. Intanto, Luca e Corrado si occupano del caso di Giovanna Fusani, una donna scomparsa dopo un incidente stradale. Ardenzi viene costretto a convocare Ira in commissariato e a portarlo via da lì.
- Altri interpreti: Simona Borioni (Giovanna Fusani), Pierluigi Coppola (Ira Droscorcic), Patrizia Punzo (Marina Stopponi), Fabrizio Contri (Pietro De Santis).
- Ascolti Italia: telespettatori 9 172 000[13]

## L'ultima sfida
- Diretto da: Monica Vullo
- Scritto da: Barbara Petronio e Leonardo Valenti

### Trama
Roberto ha rapito Ira sotto gli occhi di tutto il X Tuscolano. Telefonicamente gli viene detto dove recarsi e che deve recuperare un taccuino. Nel contempo al commissariato vengono trovate decine di microfoni microspia installati, grazie ai quali i criminali riuscivano sempre a sapere dove e come si sarebbero mossi gli agenti del X Tuscolano. Dopo una fitta ricerca gli agenti riusciranno a scoprire il luogo in cui è stato ordinato a Roberto di recarsi per lasciare libero Ira e liberare Francesca, e con il suo aiuto, riescono ad arrivare al casale in cui è ancora sotto sequestro Mauretta. Ira viene assassinato dal suo padrone. Nel frattempo Giulia, insieme ad Altieri, cerca di trovare un modo per decifrare un codice che potrebbe rivelare il nome del capo del clan. Giulia riesce a scoprire il mandante, che si rivela essere il professor De Santis, che verrà colpito dal commissario Corsi. Sabina decide di dare il nome di Paolo al suo nascituro. Mauro e Germana, non potendo avere figli, hanno chiesto in affido il figlio di Claudio Sirgi, il poliziotto disperato che aveva preso in ostaggio proprio Belli in ospedale non molto tempo prima: l’assistente sociale Marina Stopponi si occuperà si valutare la coppia. Al X Tuscolano si presentano la squadra di Evangelisti per portare via Roberto, in quanto ritenuto responsabile della morte di Ira, ma qui troveranno l'unità del X che non intende lasciar portare via l'ispettore.
- Altri interpreti: Pierluigi Coppola (Ira Droscorcic), Fabrizio Contri (Pietro De Santis), Patrizia Punzo (Marina Stopponi), Edmondo Tieghi (padre Ridolfi), Antonio Zavatteri (commissario Evangelisti), Maria Angeles Torres (Luciana Manfredi).
- Ascolti Italia: telespettatori 9 485 000 - share 33,43%[13]